# Szymon (Iwanowski)
Szymon, imię świeckie Symeon Wasiliewicz Iwanowski (ur. 20 stycznia?/1 lutego 1888 w guberni tulskiej, zm. 1 lutego 1966 w Winnicy) – biskup Polskiego Autokefalicznego Kościoła Prawosławnego, a następnie Rosyjskiego Kościoła Prawosławnego.

## Życiorys
Był synem kapłana prawosławnego. Ukończył seminarium duchowne w Tule najprawdopodobniej w 1907. Następnie, w 1912, uzyskał dyplom Moskiewskiej Akademii Duchownej. W tym samym roku złożył śluby zakonne, przyjmując imię Szymon. W 1916 został kapelanem w armii rosyjskiej. Po rewolucji październikowej udał się na emigrację do Serbii, skąd w 1923 przeniósł się do Polski, zgadzając się – wbrew stanowisku Patriarchatu Moskiewskiego – na wejście w skład episkopatu Polskiego Autokefalicznego Kościoła Prawosławnego. W marcu lub kwietniu 1924 wyświęcony na biskupa pomocniczego diecezji wołyńskiej z tytułem biskupa krzemienieckiego. W latach 1926–1934 nosił tytuł biskupa ostrogskiego, pozostając biskupem pomocniczym diecezji wołyńskiej. Z własnej inicjatywy działał wśród żyjącej w Małopolsce Wschodniej ludności łemkowskiej, na co nie miał zezwolenia metropolity warszawskiego i całej Polski Dionizego (Waledyńskiego). W 1936 Ministerstwo Wyznań Religijnych i Oświecenia Publicznego oceniło go jako duchownego wyróżniającego się bezinteresownością i bogobojnością, niezainteresowanego polityką, przeciwnika neounii i ruchu na rzecz ukrainizacji PAKP. W opinii tej wskazano również, iż biskup Szymon  jednoznacznie identyfikował się z narodowością rosyjską i z trudnościami mówił po polsku, co nie przeszkadzało mu cieszyć się znaczną popularnością wśród wiernych. 24 marca 1941 otrzymał godność arcybiskupa.
W tym samym roku złożył prośbę o ponowne przyjęcie w jurysdykcję Rosyjskiego Kościoła Prawosławnego, która została spełniona. Arcybiskupowi Szymonowi pozwolono również na zachowanie otrzymanych godności. W latach 1942–1944 był arcybiskupem czernihowskim i nieżyńskim, zaś w latach 1945–1947 – połtawskim. W tym samym roku został aresztowany w Połtawie i skazany na 10 lat ciężkich robót. Wyrok został warunkowo złagodzony w 1955, kiedy hierarcha wyszedł na wolność i objął tymczasowo katedrę dniepropetrowską, a następnie na stałe katedrę winnicką i bracławską.
W 1957 w związku z planowanym odsunięciem metropolity Makarego (Oksijuka) od godności zwierzchnika Polskiego Autokefalicznego Kościoła Prawosławnego, władze polskie rozważały jego zaproszenie do Polski jako kandydata na nowego zwierzchnika Kościoła.
12 lutego 1958 za zasługi w pracy duszpasterskiej otrzymał prawo noszenia brylantowego krzyża na kłobuku. Czynnie sprzeciwiał się polityce władz radzieckich wobec Rosyjskiego Kościoła Prawosławnego, co stało się przyczyną wymuszenia przez nie na patriarsze Moskwy, by przedwcześnie przeniósł go w stan spoczynku. Miało to miejsce w 1961. Arcybiskup zmarł pięć lat później w Winnicy, po ciężkiej chorobie.